# Tan Miao
Dans ce nom, le nom de famille, Tan, précède le nom personnel.
Tan Miao est une nageuse chinoise, née le 5 janvier 1987 à Jinan. 
Elle remporte la médaille d'argent olympique lors des Jeux olympiques d'été de 2008 à Pékin, dans l'épreuve du relais 4 × 200 m nage libre.